# Releasing-Hormone
Releasing-Hormone, auch Liberine, sind Neuropeptide, die in bestimmten Kerngebieten im Hypothalamus gebildet werden. Die Nerven enden in der Eminentia mediana (einem Neurohämalorgan am unteren Rand des Hypothalamus). Hier werden unter der Kontrolle von weiteren Hormonen und Neurotransmittern die Releasing-Hormone in Blutgefäße ausgeschüttet, die direkt zum Hypophysenvorderlappen reichen. Man spricht von einem Portalsystem. In der Hypophyse regen die Releasing-Hormone die Freisetzung anderer Hormone an. Somatostatin und Dopamin sind Release-Inhibiting-Hormone (Statine), also Regulatoren, die die Freisetzung unterdrücken. Die Bildung der Hormone der Hypophyse steht nicht unter der Kontrolle der Releasing-Hormone, nur deren Freisetzung:

## Die hypothalamischen Releasing-Hormone des Menschen und ihre Wirkung
- TRH (Thyreotropin-Releasing-Hormon), auch Thyreoliberin, bewirkt die Freisetzung von Thyreotropin (TSH) und Prolaktin.
- CRH (Corticotropin-Releasing-Hormon), auch Corticoliberin, bewirkt die Freisetzung von Adrenocorticotropin (ACTH).
- GnRH (Gonadotropin-Releasing-Hormon), auch Gonadoliberin, bewirkt die Freisetzung des Follikelstimulierenden Hormons (FSH) und des Luteinisierenden Hormons (LH).
- GHRH (Growth-Hormone-Releasing-Hormon), auch Somatoliberin, bewirkt die Freisetzung von Somatotropin (Wachstumshormon, Growth Hormone, GH).
- PRH (Prolaktin-Releasing-Hormon) gibt es nach dem Stand der Wissenschaft nicht. Die Prolaktin-Releasing Peptide (PrRP) (aus dem Hypophysenzwischenlappen)[1] können zwar in der Zellkultur Prolaktin-Freisetzung erreichen, aber dort, wo die übrigen Releasing-Hormone ins Portalsystem freigesetzt werden, um dann zur Hypophyse transportiert zu werden, in der Eminentia mediana, findet man die PrRP-Neuronen nicht. Daher bestehen große Zweifel, ob die hypophysäre Prolaktin-Freisetzung durch PrRP stimuliert wird.[2] Die Prolaktin-Freisetzung steht unter negativer Regulation von Dopamin (siehe unten).

## Die hypothalamischen Release-Inhibiting-Hormone des Menschen und ihre Wirkung
- Somatostatin: Gemeinsam mit Somatoliberin (Wachstumshormon-Releasing-Hormon) steuert Somatostatin die Freisetzung des Wachstumshormons. Darüber hinaus ist es ein Regulator weiterer Hormonfreisetzungen in den Langerhans'schen Inselzellen und im Magen- und Darmtrakt.
- Dopamin: Anders als die vorstehenden Neuropeptide ist Dopamin kein Neuropeptid, sondern als Derivat des Tyrosins ein Katecholamin. Es wirkt sowohl als Neurotransmitter als auch als Hormon. Von der Eminentia mediana freigesetzt und über das Portalsystem zur Hypophyse transportiert, unterdrückt es als Hormon die Prolaktinfreisetzung.